# Tractat de Brömsebro (1645)
El Tractat de Brömsebro, també conegut com a Pau de Brömsebro, fou signat el 13 d'agost de 1645, i finalitzà la Guerra de Torstenson, un conflicte local, que començà el 1643 i fou part de la Guerra dels Trenta Anys, entre Suècia i Dinamarca i Noruega. Les negociacions del tractat començaren el febrer del mateix any.

## Ubicació
La frontera est entre la província danesa de Blekinge i la província sueca de Småland discorria per un rierol anomenat Brömsebäck. En aquest rierol hi havia un illot connectat amb les ribes danesa i sueca per ponts. A l'illot hi havia una fita de pedra que marcava el recorregut exacte de la frontera entre els dos països. En aquesta pedra, els delegats es van reunir per intercanviar salutacions i, al final de les negociacions, els documents signats. La delegació danesa s'allotjà a Kristianopel i la sueca a Söderåkra.

## Delegacions
El representant suec de més alt rang fou el Canceller del Regne de Suècia Axel Oxenstierna. Fou acompanyat per, entre d'altres, Johan Skytte, que morí durant les negociacions i fou reemplaçat per Ture Sparre. Corfitz Ulfeldt i el Canceller Christen Sehested foren els negociadors en cap danesos. El diplomàtic francès Gaspard Coignet de la Tuillerie fou el mediador en cap. També participaren en qualitat d'observadors representants de la Lliga Hanseàtica, Portugal, Stralsund i Mecklenburg

## Resultats
La superioritat militar sueca forçà, en última instància, als danesos a cedir davant dels seus adversaris.
- Dinamarca-Noruega cedí les províncies noruegues de Jämtland, Härjedalen i Idre i Särna així com les illes de Gotland i Ösel, al bàltic.
- L'hereu al tron danès, Frederic III Administrador del Bisbat de Verden (1634-1645) i de l'Arquebisbat de (1635-1645), s'hagué de resignar que els dos principats-bisbats continuessin ocupats pels suecs.
- Els suecs quedaren exempts del Peatge del Sound i Hamburg quedà exempt de les Taxes de l'Elba”, cobrades pel Príncep-Arquebisbe de Bremen.
- Suècia rebé la província danesa de Halland, durant un període de 30 anys, com a garantia del compliment del tractat.

Posteriorment, en el Tractat de Roskilde de 1658, Dinamarca-Noruega fou forçada a fer noves concessions.